# Islandia na letnich igrzyskach olimpijskich
W związku z tym, iż Islandia pełną niepodległość uzyskała w roku 1918, występują rozbieżności, co do tego, od kiedy uczestniczy w igrzyskach olimpijskich. Islandzki Narodowy Komitet Olimpijski uznaje, iż miało to miejsce już na igrzyskach w roku 1908, w których udział wziął Johannes Josefsson - 4 zawodnik w zapasach w stylu klasycznym w wadze średniej. Zawodnik ten występuje jednak w oficjalnym raporcie jako Duńczyk. 
W oficjalnym raporcie z igrzysk olimpijskich udział Islandczyków odnotowano dopiero w roku 1912. 
W kolejnych czterech imprezach reprezentacja Islandii nie wystartowała. Powrót na igrzyska olimpijskie nastąpił w roku 1936 i odtąd Islandia każdorazowo wysyłała na letnie igrzyska swoich zawodników.
Reprezentacja Islandii do tej pory zdobyła 4 medale, 2 w lekkiej atletyce i po jednym w judo i piłce ręcznej.

## Medaliści
| Medal   | Imię/Imiona | Rok                | Sport         | Konkurencja      |
| ------- | --- | ------------------ | ------------- | ---------------- |
| Srebrny | Vilhjálmur Einarsson | 1956 – Melbourne   | Lekkoatletyka | Trójskok         |
| Brązowy | Bjarni Friðriksson | 1984 – Los Angeles | Judo          | Waga półciężka   |
| Brązowy | Vala Flosadóttir | 2000 – Sydney      | Lekkoatletyka | Skok o tyczce    |
| Srebrny | Reprezentacja Islandii w piłce ręcznej mężczyzn: Sturla Ásgeirsson, Arnór Atlason, Logi Geirsson, Snorri Steinn Guðjónsson, Hreiðar Guðmundsson, Robert Gunnarsson, Björgvin Páll Gústavsson, Asgeir Örn Hallgrimsson, Ingimundur Ingimundarson, Sverre Andreas Jakobsson, Alexander Petersson, Guðjón Valur Sigurðsson, Sigfús Sigurðsson, Ólafur Stefánsson | 2008 – Pekin       | Piłka ręczna  | Turniej mężczyzn |

### Medale według dyscyplin sportowych
| Dyscyplina    | Złoto | Srebro | Brąz | Razem |
| Lekkoatletyka | 0     | 1      | 1    | 2     |
| Piłka ręczna  | 0     | 1      | 0    | 1     |
| Judo          | 0     | 0      | 1    | 1     |
| Razem         | 0     | 2      | 2    | 4     |